# امیرنوروز
امیر نوروز پسر ارغون آغا بود که پس از فوت پدرش نایب السطنه خراسان شد. «در زمان ایلخانی ارغون خان مغول، این ایلخان، حکومت خراسان را به پسر ارشد خود، غازان خان داده و امیرنوروز را که از قوم اویرات‌ها بود به سمت نیابت و ملازمت او منصوب نمود. امیر نوروز یک سال پس از فوت پدرش یعنی در سال ۱۲۷۹ (م ۶۷۴ ق) علیه شاهزاده غازان عصیان نمود. کمی پس از فوت ارغون خان در سال ۶۹۰ه، سرداران و صاحب منصبان مغول، گیخاتو خان، برادرِ ارغون خان را که در آسیای صغیر حکومت می‌کرد به ایلخانی انتخاب ولی سال ۶۹۴. ه‍.ق برخی از امراء مغول که از گیخاتو، ناراضی بودند و در راس آنها بایدو خان (یکی از نوادگان هلاکو)، در نزدیکی اردوگاهِ موقان، وی (گیخاتو خان) را گرفته و با زهِ کمان خفه کردند و به این ترتیب بایدو، به تخت ایلخانی، جلوس نمود. در این سال (۶۹۴) ق. ه یعنی در زمان ایلخانی بایدوخان امیرنوروز پس از مدت‌ها سرکشی و رویگردانی از شاهزاده غازان، تصمیم گرفت که با او از درِ آشتی درآید. چون امیر نوروز و شاهزاده غازان از در صلح درآمدند و دشمنی دیرین، جای خود را به دوستی داد. امیر نوروز در اسلامپذیری غازان خان نقش داشت. غازان، با تشویق امیر نوروز اسلام آورد و به همراهی امیر نوروز راهی جنگ با بایدو گردید. پس از قتل بایدو در ۶۹۴. ه‍.ق در تبریز، شاهزاده غازان به ایلخانی رسید. امیر نوروز پس از اینکه از جانب غازان خان اختیار تام یافت اوضاع لشکر را سروسامان داده و آماده سرکوب شورش‌ها گردید. امیر نوروز که یک مسلمان متعصب بود با غازان خان به توافق نرسید و سرانجام به جرم خیانت به قتل رسید.

## زندگی
محرک اصلی درگیری غازان با بایدو خان، امیر نوروز بود که با عمهٔ غازان، طغان خاتون ازدواج کرده بود. نوروز و طغان خاتون هر دو بر باورهای دینی غازان تأثیر گذاشتند. پس از مسلمان شدن غازان امیران مسلمان که به حمایت از بایدو ادامه می‌دادند، جهت خود را تغییر داده و به طرفداری غازان پرداختند به این ترتیب بایدو بیشتر نیروهای نظامی خود را از دست داد. او قصد فرار به گرجستان را داشت، به دستور غازان دستگیر و در ۴ اکتبر ۱۲۹۵ اعدام شد. پیروزی غازان سرآغاز سرکوب ادیان غیر اسلامی در ایلخانان بود. به گفتهٔ رشیدالدین فضل‌الله همدانی، غازان در ۵ اکتبر ۱۲۹۵ وارد تبریز شد و بلافاصله حکم تخریب کلیساها، کنیسه‌ها و معابد بودایی را در قلمرو خود صادر کرد. نویسندگان مسیحی حمله‌های متعدد به کلیساها در بغداد، موصل، تبریز، مراغه و دیگر شهرهای ایلخانی را تأیید می‌کنند و تأکید می‌کنند که بودایی‌ها تحت شدیدترین آزار و اذیت قرار گرفتند. ظاهراً غازان در صدد از بین بردن حضور بوداییان در قلمرو خود بود. اگر ادعای بدیع‌الزمان جزری را واقعیت بدانیم، غازان شخصاً در تخریب معبد بودایی در بغداد شرکت داشت. با این حال، نظرهای هتوم یکم، شاه ارمنستان و مارینو سانودو در رابطه با آزار و اذیت مسیحیان از اهمیت بیشتری برخوردار است. ظاهراً، این آزار توسط مغولانی که اخیراً به اسلام گرویده بودند آغاز شد و غازان برای خشنود ساختن امیرانی که از او حمایت کرده بودند ادامهٔ آن را اجازه داد. ابن عبری (بار هبرائوس) و استپانوس اربلیان می‌گویند که امیر نوروز آزار و اذیت مسیحیان را قبل از اعلام فرمان غازان آغاز کرده بود و ایلخان جدید قانونی بودن این آزار و اذیت‌ها را تنها پس از شروع آنها تأیید کرد بنابراین، به نظر می‌رسد که مغول‌های تازه مسلمان شده عامل آزار و اذیت بوداییان، مسیحیان و یهودیان ساکن در ایلخانان بوده‌اند. نویسندگان مسیحی مانند استپانوس اربلیان معتقدند که همه مغولان ایران تحت تأثیر امیر نوروز به اسلام گرویدند اما رشیدالدین مدعی است که در همان روزی که غازان به اسلام گروید، همه مغولان ایران از او الگو گرفتند. ادعاهای وصاف شیرازی و حمدالله مستوفی مبنی بر اینکه ایلخان جدید اعلام کرده‌است که تمام مغولان قلمرو او پس از به تخت نشستن او در تبریز باید مسلمان شوند، قابل اعتمادتر به نظر می‌رسد. این ادعاها حاکی از آن است که غازان بلافاصله پس از استقرار قدرت خود، تغییر اجباری مغولان محلی را برنامه‌ریزی کرد.
همه مغولان ایلخانی سیاست دینی جدید غازان را نپذیرفتند. در سال ۱۲۹۶، نویون اویرات  تصمیم متناقضی گرفتند که همراه با رعایای خود به سلطنت مملوک بروند تا از تغییر دین اجباری خودداری کنند. وقایع‌نگاران ممالیک ادعا می‌کنند که تعداد مهاجران اویرات بالغ بر ۱۰۰۰۰ یا حتی ۱۸۰۰۰ خانواده بوده‌است. با این حال، مهم‌تر از آن این ادعاست که این پناهندگان از ایلخانان «بودایی» بوده‌اند. در داخل ایلخانان نیز غازان نیز با مقاومت آشکاری مواجه شد. اولین مقاومت مغولان ایران به رهبری نوه هولاکو خان، سوکه بود  که بر ضد غازان توطئه کرد، زیرا می‌ترسید غازان قصد دارد مردم خود را تحت فرمان امیرنوروز قرار دهد. علیرغم ماهیت سیاسی این توطئه، سوکه و برخی از حامیانش مانند امیر بارولا بر پایه‌های مذهبی آن تأکید کردند. توطئه‌گران نوروز را مقصر تغییر مذهب اخیر غازان می‌دانستند. افشای توطئه سوکه و اعدام بعدی او با شورش‌های دیگری همراه شد. پس از سرکوب قیام امیران ایسن تیمور و کورمیشی، غازان با شورش شاهزاده ارسلان از نوادگان برادر چنگیزخان مواجه شد. در طغیان ارسلان، یک بار جان غازان به خطر افتاد، اما این شورش نیز مانند دیگران به کمک به موقع امیر نوروزی سرکوب شد. در واکنش به این اغتشاشات، غازان در زمستان ۱۲۹۶ دست به سرکوب‌های دسته جمعی زد که طی آن ۵ شاهزاده مغول و هم خون با او و ۳۸ امیر اعدام شدند.
هیچ مدرک قاطعی وجود ندارد که غازان سیاست خود را برای اسلامی کردن اجباری رعایای غیراسلامی خود در پی این قیام‌ها رها کرده باشد. با این حال، نویسندگان مسیحی شواهد قابل توجهی، هرچند غیرمستقیم، ارائه می‌کنند که نشان می‌دهد واقعاً چنین بوده‌است. غازان در اوایل اکتبر ۱۲۹۵، طی ملاقات شخصی با پادشاه ارمنستان به هتوم دوم، از سلسله پادشاهی ارمنی کیلیکیه،  قول داد که کلیسای ارمنی را در امان نگه دارد و تنها علیه بوداییان ایلخانان انتقام بگیرد. ظاهراً تصمیم ایلخان پاسخی به مقاومت شدید مردم ارمنی منطقه نخجوان در برابر سپاهیان امیرنوروز بود. غازان کلیسای ارمنی را محافظت کرد اما به آزار و اذیت نسطوریانی که در قلمرو او زندگی می‌کردند ادامه داد. آزار و اذیت مسیحیان ایرانی برای چندین ماه ادامه یافت و تا عید پاک ۱۲۹۶ - یعنی بلافاصله پس از سرکوب قیام‌های سوکه، ایسن تیمور و ارسلان پایان یافت.
نارضایتی مغولان ایرانی به برکناری تدریجی امیر نوروز از قدرت منجر شد و در نهایت به اعدام وی در تابستان ۱۲۹۷ انجامید. امیر نوروز به دلیل مکاتبه های جعلی با سلطان مصر ممالیک به خیانت متهم شد. بر اساس این اسناد ساختگی، نوروز از هم دین خود، سلطان مملوک، درخواست کمک نظامی کرده بود، به این دلیل که تعدادی از امیران مغول در ایلخانان مانع تلاش او برای تغییر مذهب مغولان محلی شده بودند.  نوروز در واقع با مقاومت آشکار نویون بودایی مواجه شد. منابع مسیحی بیان می‌کنند که آخرین تغییر در سیاست دینی غازان در ارتباط با اعدام نوروز اتفاق افتاد. به گفته هتوم یکم، شاه ارمنستان و مارینو سانودو  غازان پس از مرگ نوروز از مسیحیان در قلمرو خود حمایت سنتی مغول را برقرار کرد. حتی گفته می شود که غازان از آزار و اذیت مسیحیان پشیمان بود و غازان در نامه‌های خود به پادشاه قبرس این پشیمانی را بیان کرده‌است. با این حال، این پشیمانی ممکن است ارتباط زیادی با تمایل غازان برای جلب حمایت نظامی فرانک‌های خاور نزدیک در مبارزه با ممالیک داشته باشد. از سوی دیگر، منابع ارمنی نوشته شده در ایلخانان، نگرش مساعد غازان را نسبت به اتباع مسیحی خود تأیید می‌کند.